# Fort Worth Flyers
Fort Worth Flyers was een Amerikaanse basketbalploeg uit Fort Worth die van 2005 tot 2007 uitkwam in de NBA Development League.

## Geschiedenis
De Fort Worth Flyers werden door David Kahn opgericht nadat hij al drie andere ploegen had verhuisd. De ploeg startte in het seizoen 2005/06 met hoofdcoach Sam Vincent. Onder zijn leiding haalde de ploeg de play-offs. In de halve finale werd er gewonnen van de Roanoke Dazzle maar in de finale verloor de ploeg van de Albuquerque Thunderbirds. Aan het einde van het seizoen verliet Vincent de ploeg en werd hij vervangen door Sidney Moncrief.
Onder Moncrief werd voor een tweede keer de play-offs bereikt. De ploeg verloor echter meteen in de halve finales van de Sioux Falls Skyforce. Aan het einde van het seizoen werd de ploeg opgedoekt nadat hij niet rendabel bleek te zijn.

## Erelijst
- NBA D-League Sportsmanship Award: 2006
- All-NBA D-League First Team: Ime Udoka (2006)
- All-NBA D-League Second Team: Luke Schenscher (2006), Jeremy Richardson (2007)

## Resultaten
| Seizoen | Wins | Verlies | Play-offs    | Coach           |
| ------- | ---- | ------- | ------------ | --------------- |
| 2005/06 | 28   | 20      | finale       | Sam Vincent     |
| 2006/07 | 29   | 21      | halve finale | Sidney Moncrief |

## Bekende (oud-)spelers
| - Sergej Monja - Chris Copeland |